# 吉爾克森鎮區 (阿肯色州克雷格黑德縣)
吉爾克森鎮區（英語：Gilkerson Township）是位於美國阿肯色州克雷格黑德縣的一個行政鎮區。

## 地方資料
吉爾克森鎮區的面積為195.20平方千米，當中陸地面積為194.65平方千米，而水域面積為0.55平方千米。根據2010年美國人口普查的數據，當地共有人口5559人，而人口密度為每平方千米28.48人。